# Національний музей Ежена Делакруа
Національний музей Ежена Делакруа або Музей Делакруа (фр. Musée national Eugène Delacroix) розташований на вулиці Фурстенбер в VI окрузі Парижа. Музей засновано в 1971 році. Консерватор музею — Крістоф Лерібо.
Музей займає колишню майстерню та будинок Делакруа, де він проживав з 28 грудня 1857 року до своєї смерті (13 серпня 1863 року).
В музеї представлені картини митця, малюнки, виконані на папері, предмети з країн Магрибу, що належали Делакруа, особисті речі, листи, рукописи.

## Галерея

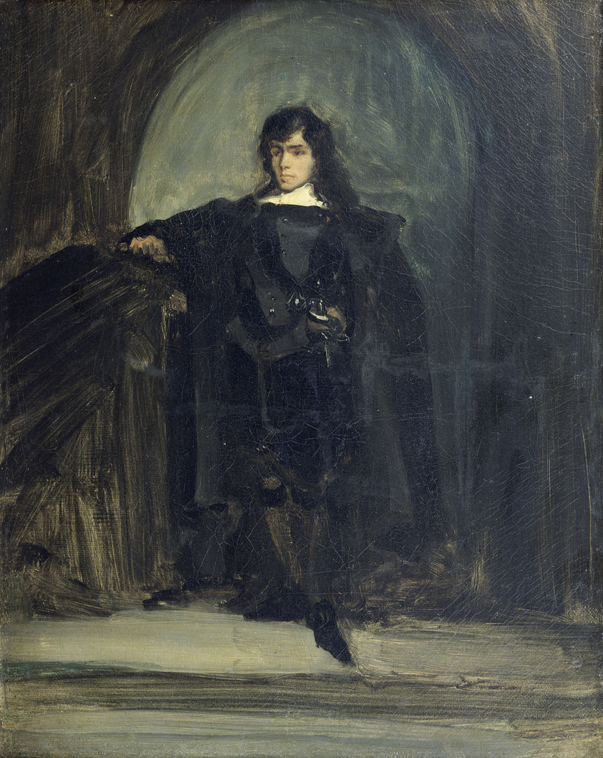
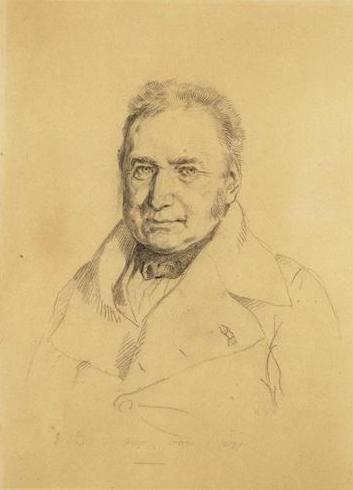
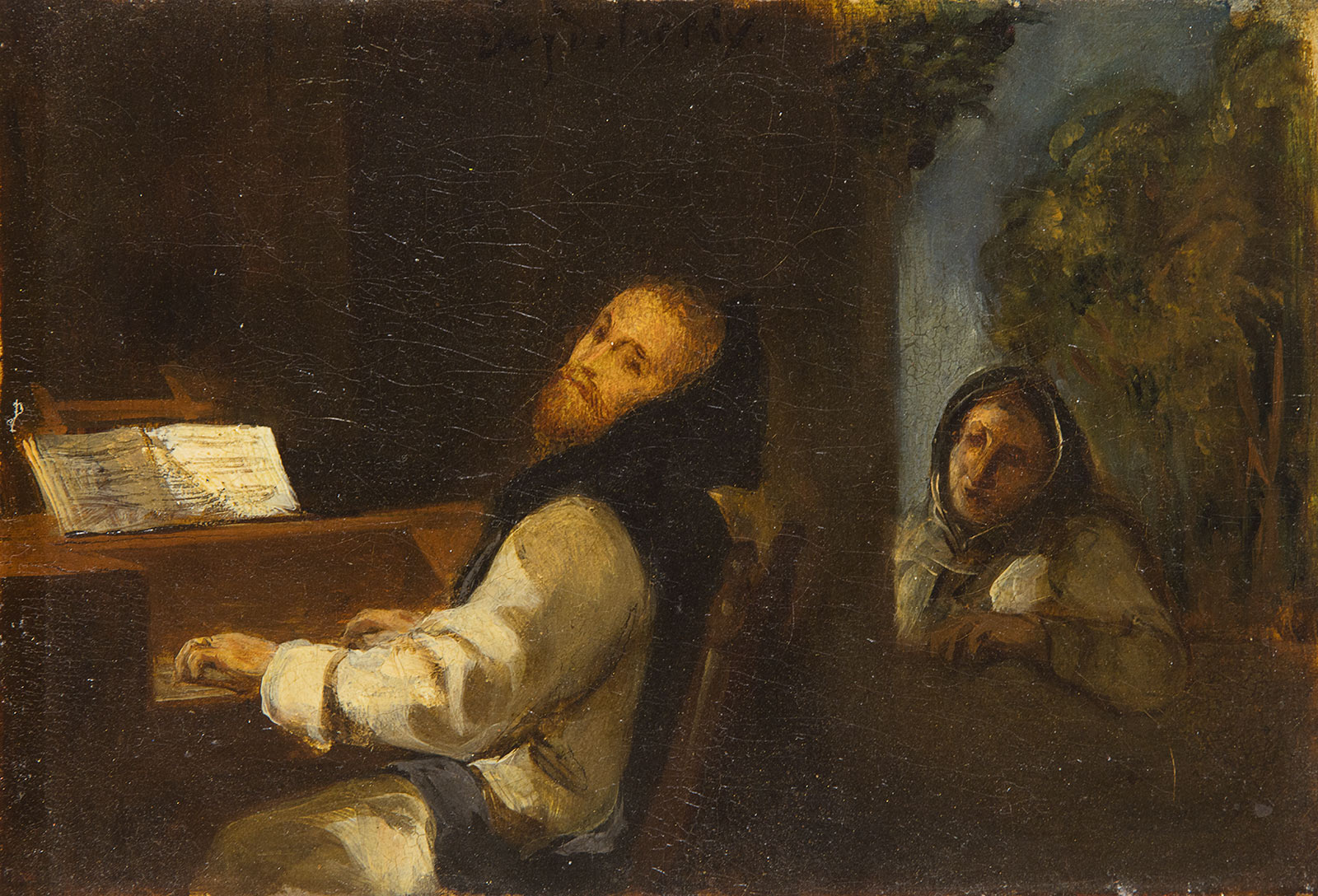
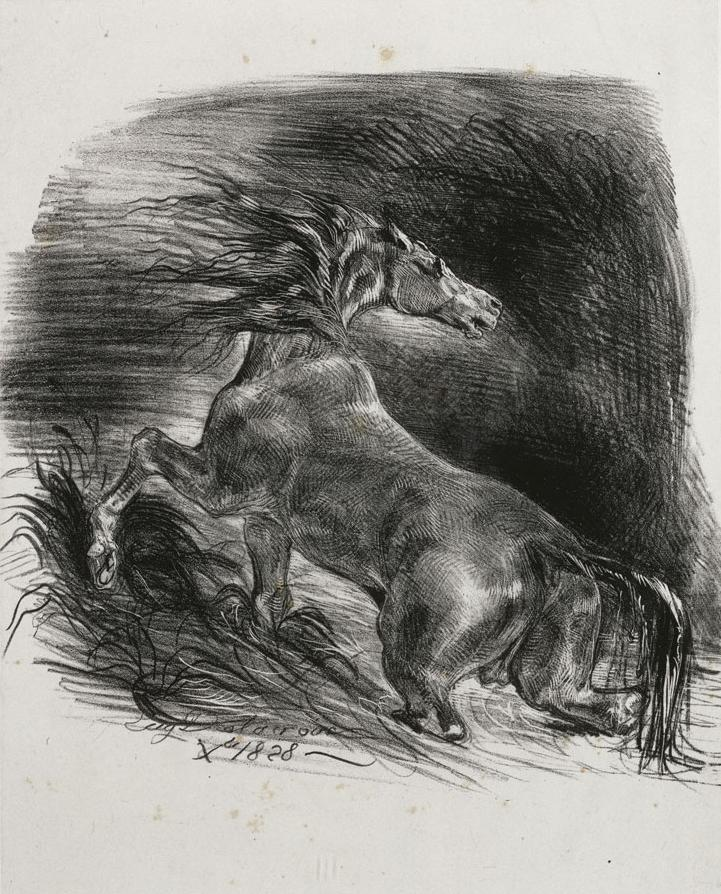
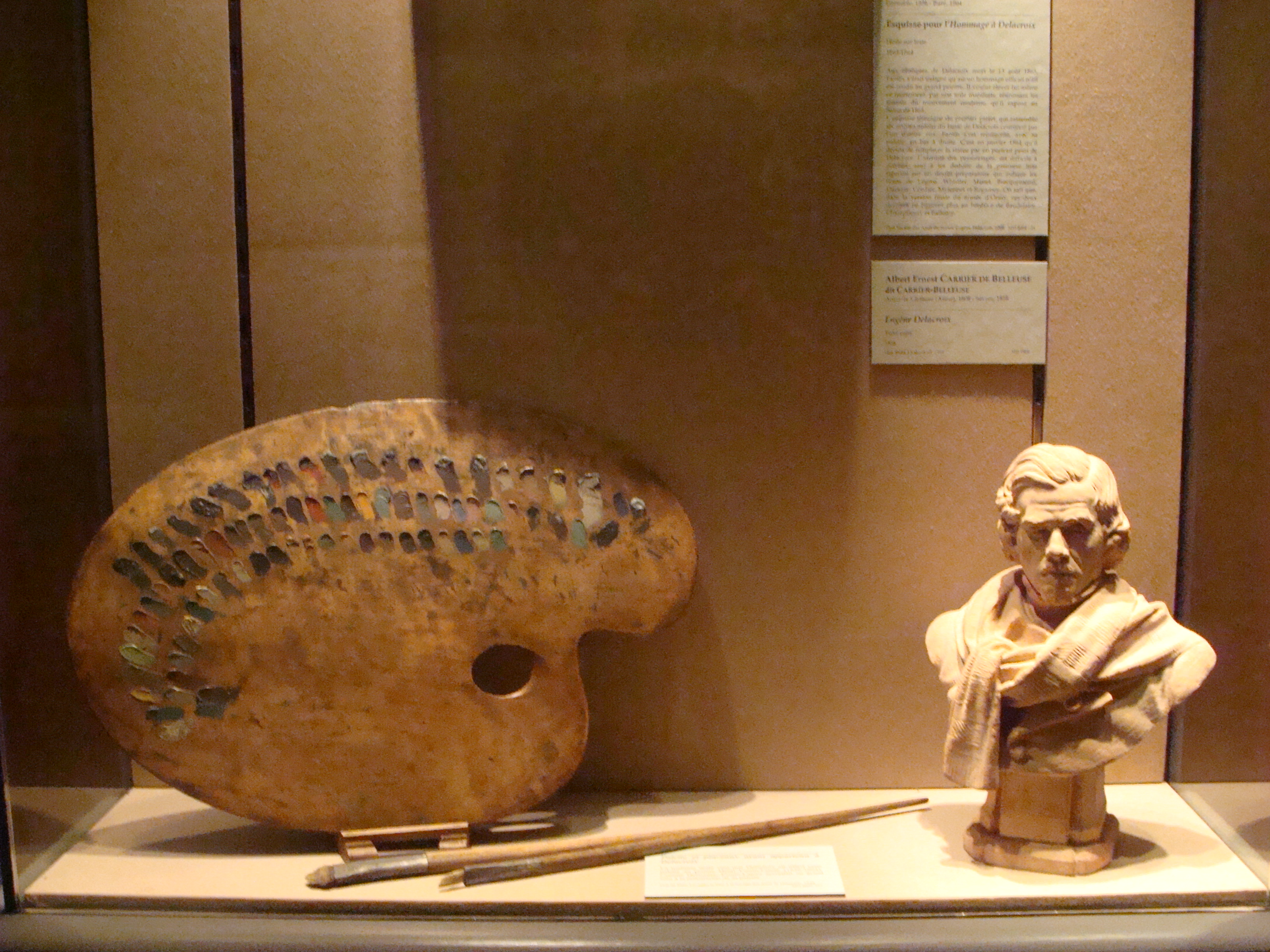
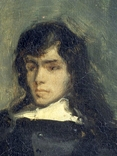
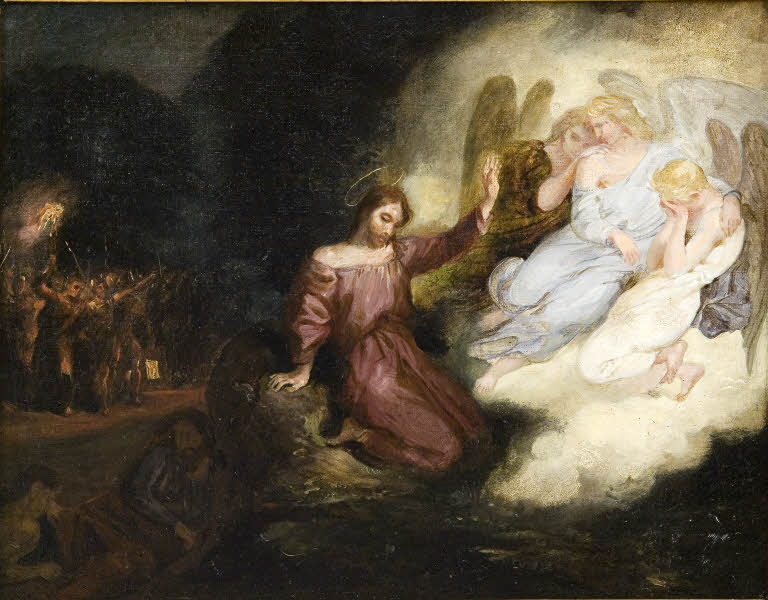
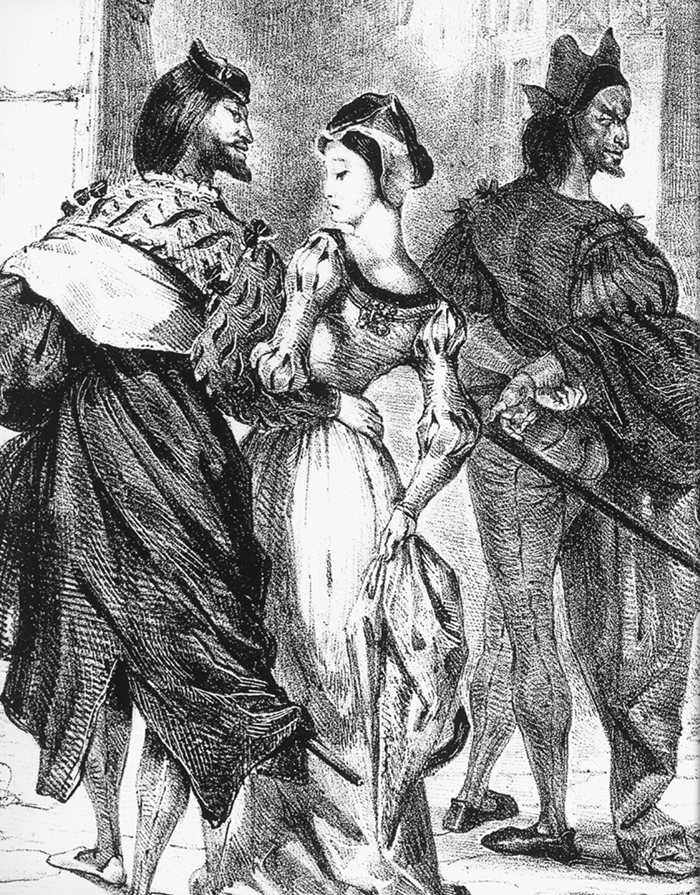
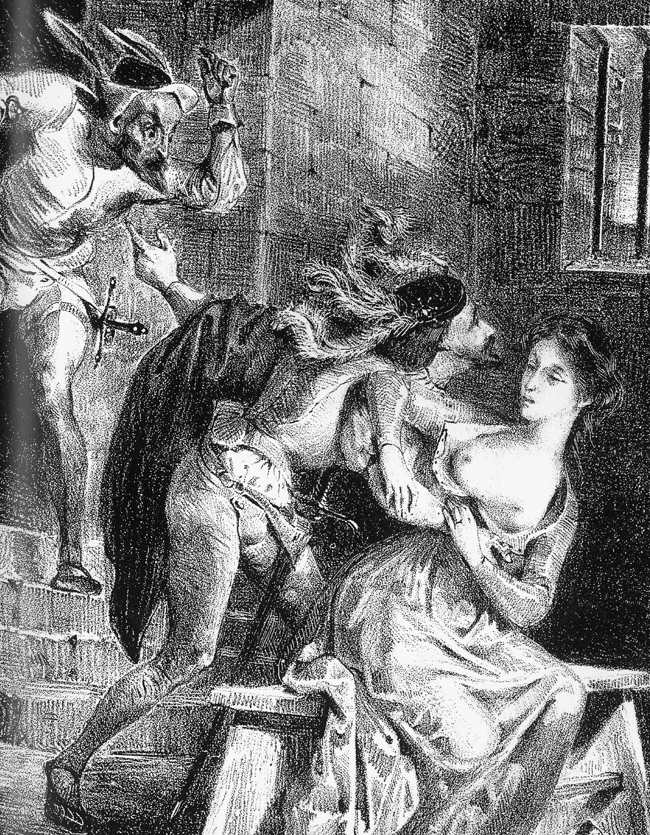
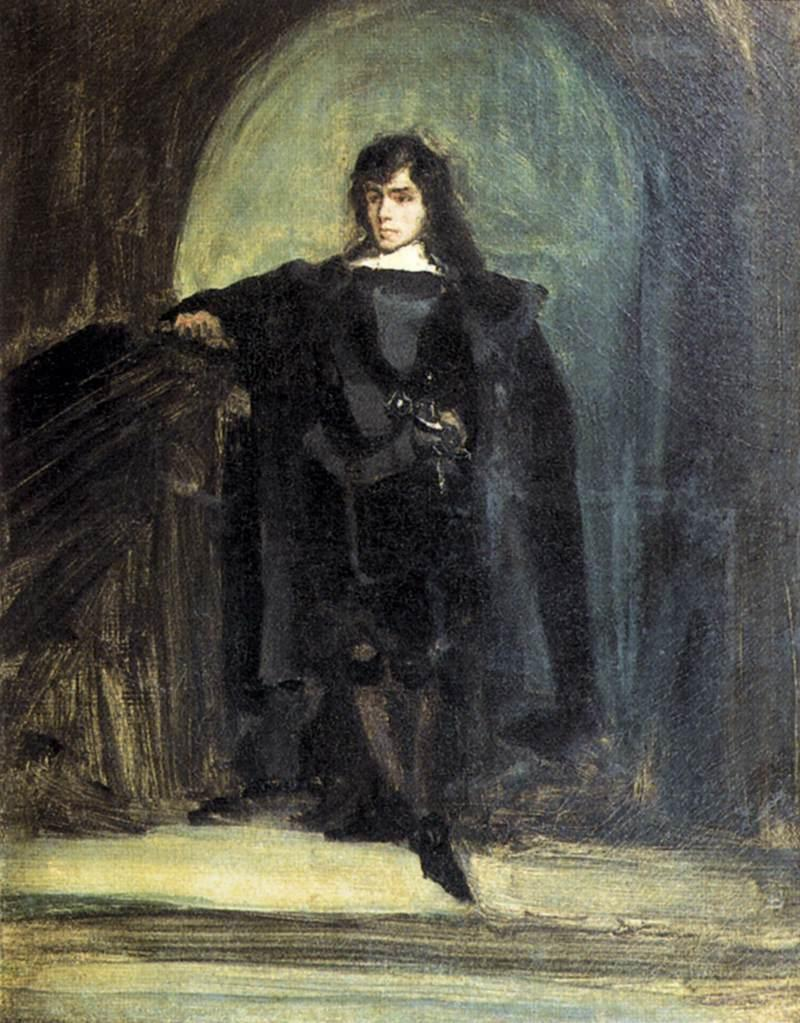
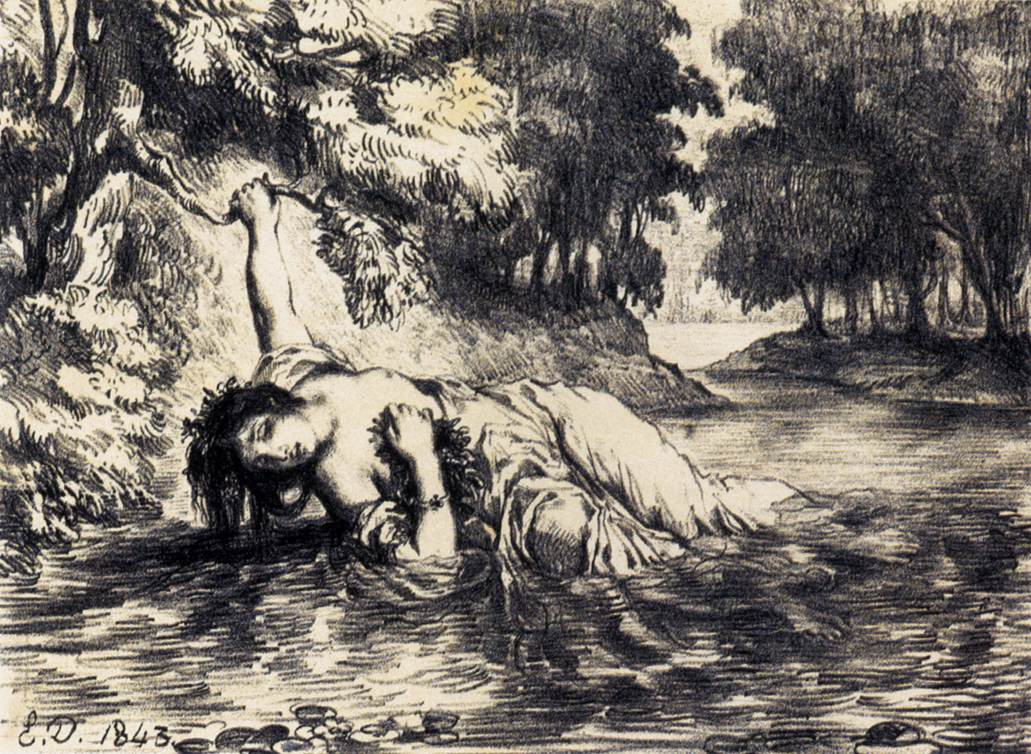
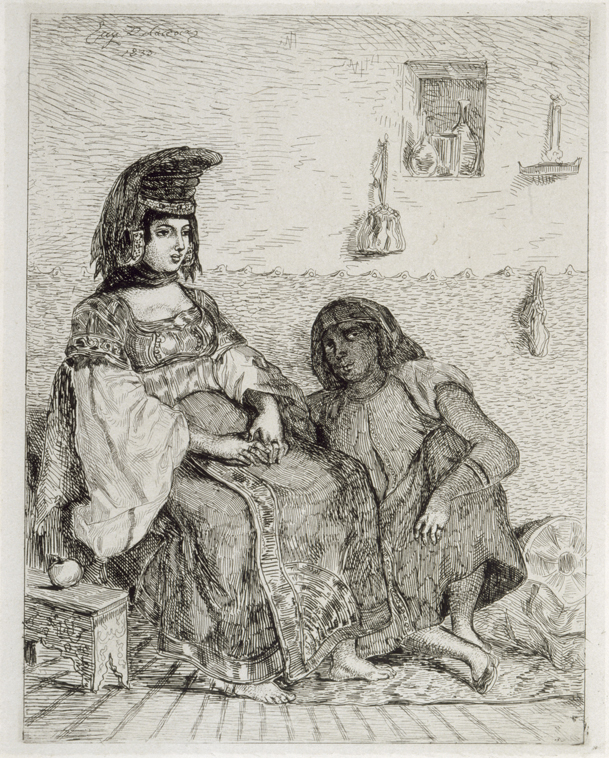
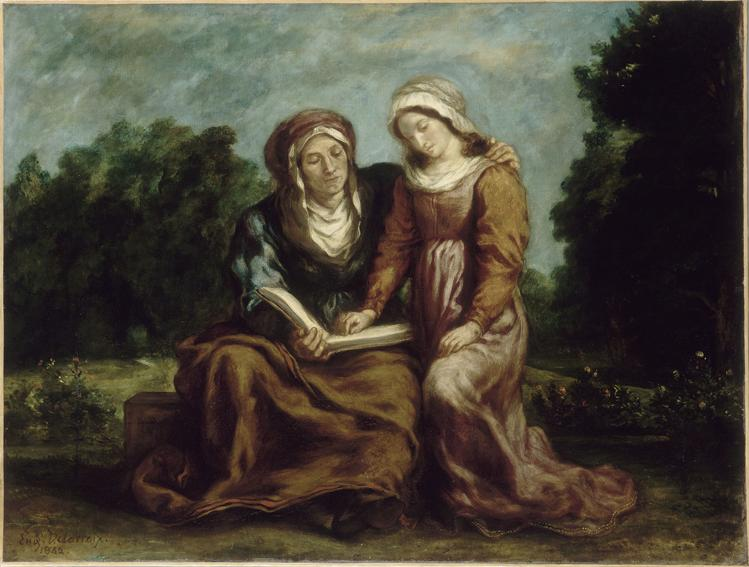
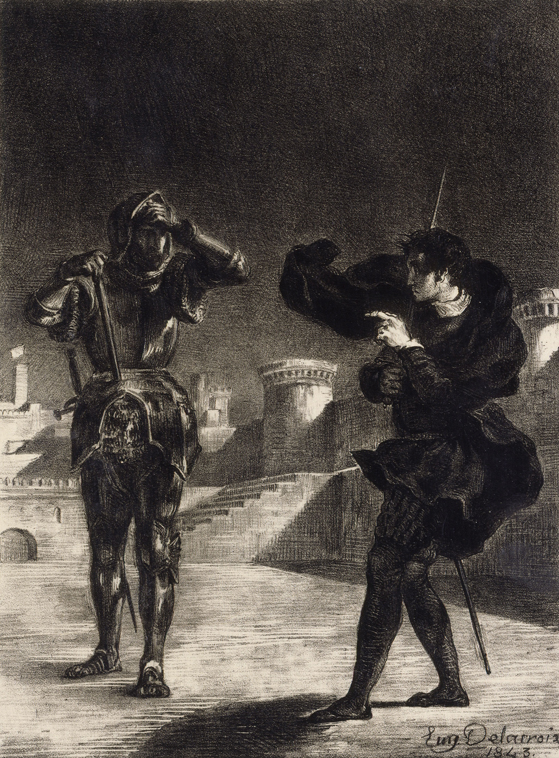
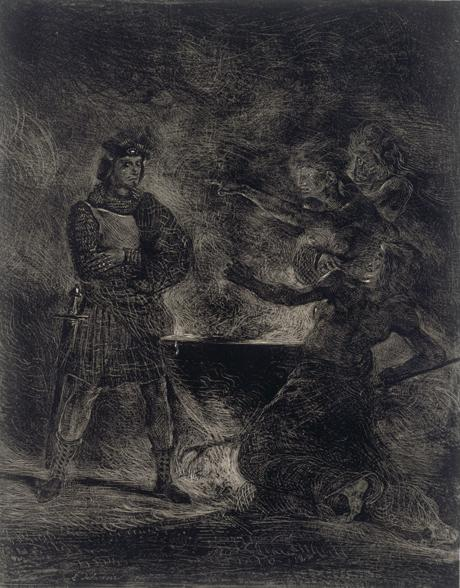
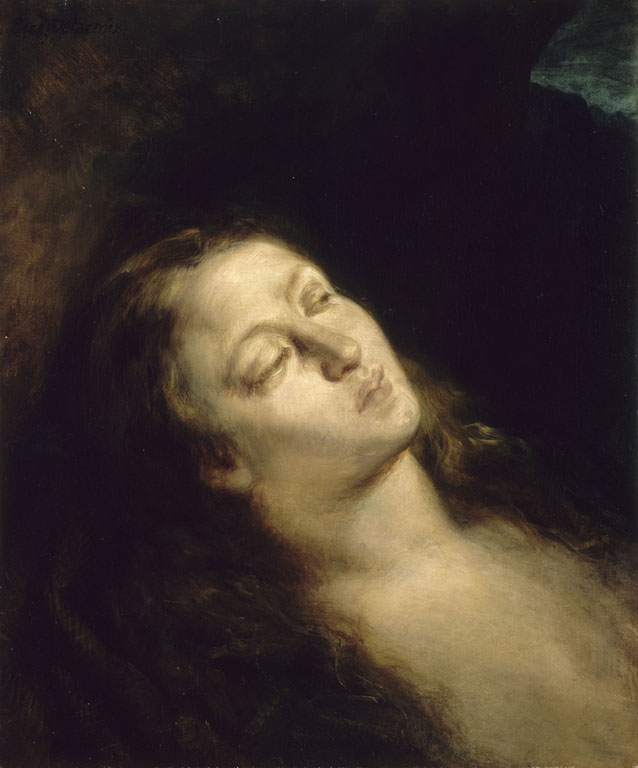
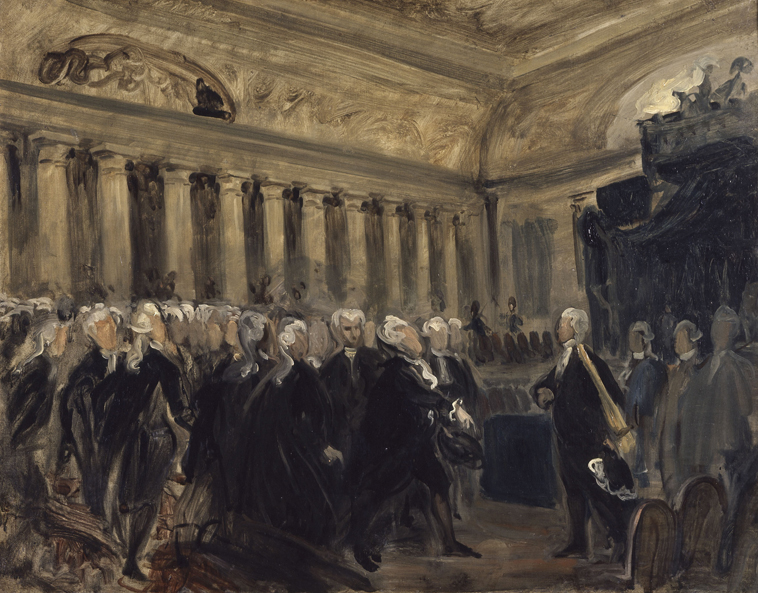
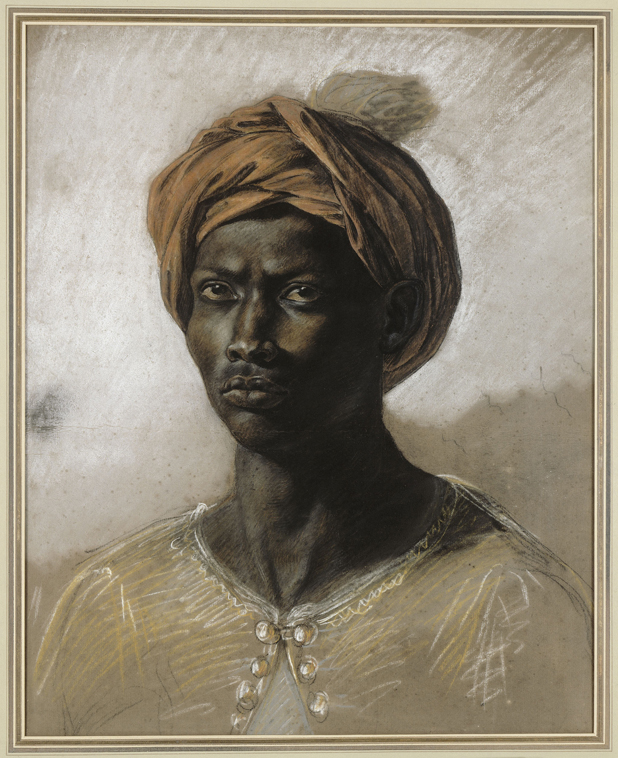
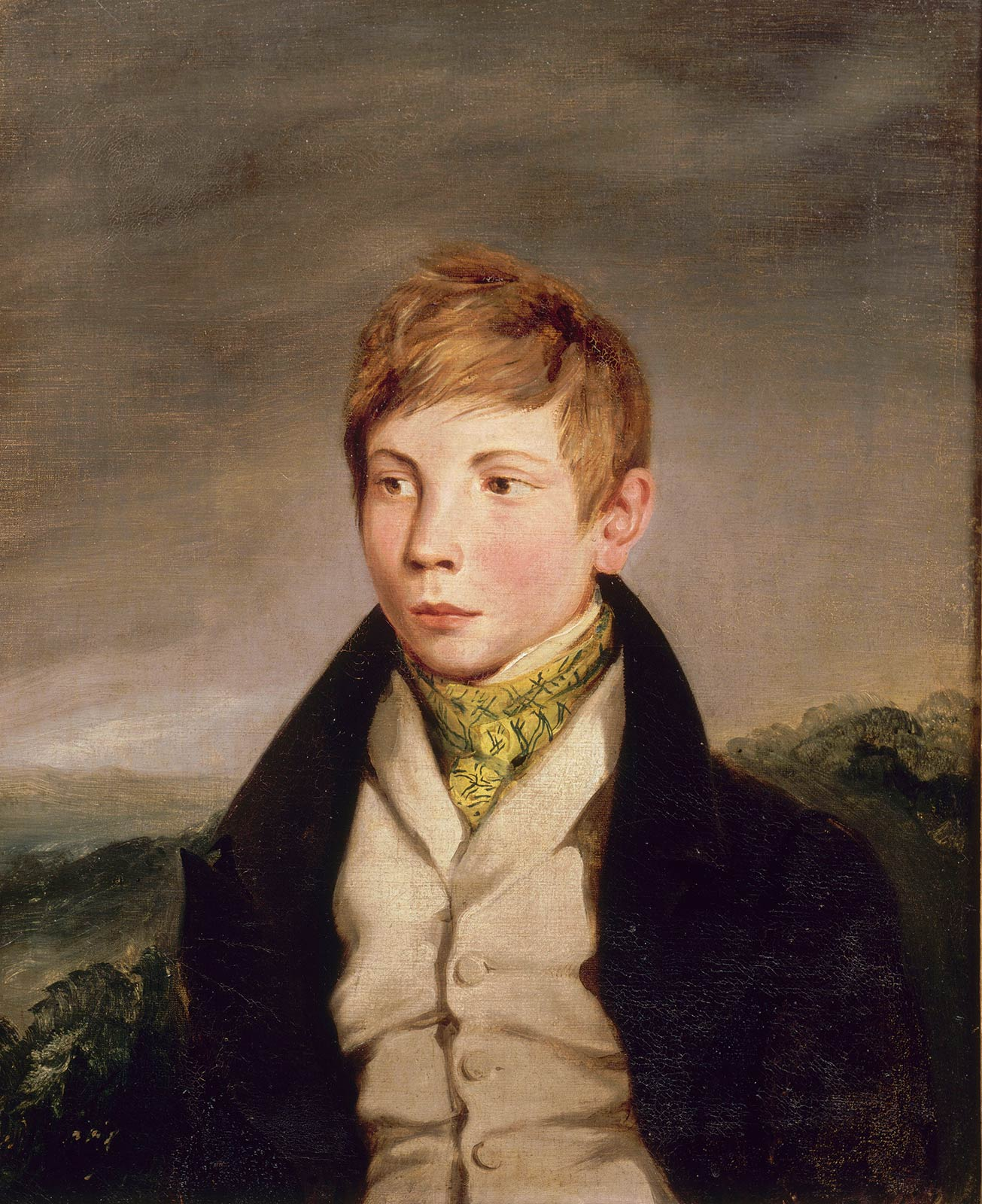